# Feldheim (Treuenbrietzen)
Feldheim — dzielnica miasta Treuenbrietzen w Niemczech, w kraju związkowym Brandenburgia, w powiecie Potsdam-Mittelmark.
Jest pierwszą samowystarczalną energetycznie miejscowością w Niemczech w 100% opartą na źródłach odnawialnych. Feldheim otrzymała kilka nagród za swoją pracę w dziedzinie odnawialnych źródeł energii.

## Współpraca
Miejscowość partnerska:
- Niederschönenfeld, Bawaria